# Цикл женских турниров ITF 2013 (апрель — июнь)
Цикл женских турниров ITF 2013 (англ. 2013 ITF Women's Circuit) — ежегодный женский тур профессиональных теннисистов, проводимый Международной федерацией тенниса.
Статья содержит результаты второй четверти года — с апреля по июнь.

## Расписание

### Легенда
| Призовой фонд |
| 100.000 USD   |
| 75.000 USD    |
| 50.000 USD    |
| 25.000 USD    |
| 15.000 USD    |
| 10.000 USD    |

### Апрель
| Дата начала | Турнир                                                                               | Чемпионки (Счёт финала)                                    | Финалистки                                         |
| ----------- | ------------------------------------------------------------------------------------ | ---------------------------------------------------------- | -------------------------------------------------- |
| 1 апреля    | Анталья, Турция $10,000 — Хард Турнир 2013                                           | Виктория Голубич 6-4 6-2                                   | Эллен Альгурин                                     |
| 1 апреля    | Анталья, Турция $10,000 — Хард Турнир 2013                                           | Виктория Голубич Катарина Ленерт 5-7 6-3 [10-7]            | Мартина Борецкая Петра Крейсова                    |
| 1 апреля    | Ираклион, Греция $10,000 — Ковёр Турнир 2013                                         | Теодора Мирчич 6-4 6-2                                     | Александра Караманолева                            |
| 1 апреля    | Ираклион, Греция $10,000 — Ковёр Турнир 2013                                         | Вивьен Юхасова Теодора Мирчич 7-5 6-7(7) [10-4]            | Джулия Суссарелло Сара Суссарелло                  |
| 1 апреля    | Шарм-эш-Шейх, Египет $10,000 — Хард Турнир 2013                                      | Доротея Эрич 7-6(4) 3-6 6-3                                | Мартина Кубичикова                                 |
| 1 апреля    | Шарм-эш-Шейх, Египет $10,000 — Хард Турнир 2013                                      | Юстина де Суттер Элизе Мертенс 6-1 6-4                     | Алина Михеева Джиллиан О’Нилл                      |
| 1 апреля    | Торренте, Испания $10,000 — Грунт Турнир 2013                                        | Дина Пфиценмайер 6-3 6-1                                   | Юстина Оцга                                        |
| 1 апреля    | Торренте, Испания $10,000 — Грунт Турнир 2013                                        | Татьяна Буа Андреа Гамис 6-1 6-0                           | Ясмин Гимараес Рита Вилака                         |
| 1 апреля    | Дижон, Франция $15,000 — Хард(i) Турнир 2013                                         | Кристина Барруа 6-3 6-1                                    | Елица Костова                                      |
| 1 апреля    | Дижон, Франция $15,000 — Хард(i) Турнир 2013                                         | Николь Клерико Джулия Гатто-Монтиконе 6-4 6-2              | Елица Костова Марина Шамайко                       |
| 1 апреля    | Джексон, США $25,000 — Грунт Турнир 2013                                             | Лаура Зигемунд 6-4 6-0                                     | Флоренсия Молинеро                                 |
| 1 апреля    | Джексон, США $25,000 — Грунт Турнир 2013                                             | Илона Кремень Ангелика ван дер Мет 6-3 6-4                 | Мария-Фернанда Альварес-Теран Вероника Сепеде Роиг |
| 8 апреля    | Анталья, Турция $10,000 — Хард Турнир 2013                                           | Виктория Голубич 6-2 6-3                                   | Катарина Ленерт                                    |
| 8 апреля    | Анталья, Турция $10,000 — Хард Турнир 2013                                           | Ирина Мария Бара Диана Бузян 7-5 6-1                       | Беатрис Хаддад Майя Барбара Луш                    |
| 8 апреля    | Бол, Хорватия $10,000 — Грунт Турнир 2013                                            | Агнеш Букта 5-7 6-2 7-5                                    | Бернарда Пера                                      |
| 8 апреля    | Бол, Хорватия $10,000 — Грунт Турнир 2013                                            | Барбора Крейчикова Полина Лейкина 6-3 6-3                  | Яна Фетт Бернарда Пера                             |
| 8 апреля    | Ираклион, Греция $10,000 — Ковёр Турнир 2013                                         | Карин Кеннель 6-1 3-6 6-3                                  | Анна Флорис                                        |
| 8 апреля    | Ираклион, Греция $10,000 — Ковёр Турнир 2013                                         | Марина Мельникова Теодора Мирчич 6-1 6-4                   | Деспина Папамихаил Джулия Суссарелло               |
| 8 апреля    | Шарм-эш-Шейх, Египет $10,000 — Хард Турнир 2013                                      | Арабела Фернандес-Рабенер 6-4 6-3                          | Наталья Колат                                      |
| 8 апреля    | Шарм-эш-Шейх, Египет $10,000 — Хард Турнир 2013                                      | Жуань Тинфэй Юлия Калабина 6-3 6-4                         | Никола Франкова Михаэла Фрлицка                    |
| 8 апреля    | Эдгбастон, Великобритания $25,000 — Хард(i) Турнир 2013                              | Екатерина Бычкова 6-4 6-3                                  | Анжелика Морателли                                 |
| 8 апреля    | Эдгбастон, Великобритания $25,000 — Хард(i) Турнир 2013                              | Кристина Барруа Ана Врлич 6-4 7-6(2)                       | Ришел Хогенкамп Штефани Фогт                       |
| 8 апреля    | Ла-Марса, Тунис $25,000 — Грунт Турнир 2013                                          | Ивонн Мойсбургер 6-3 6-4                                   | Виктория Кан                                       |
| 8 апреля    | Ла-Марса, Тунис $25,000 — Грунт Турнир 2013                                          | Река-Луца Яни Евгения Пашкова 6-3 4-6 [10-5]               | Данка Ковинич Лаура Пигосси                        |
| 8 апреля    | Пелем, США $25,000 — Грунт Турнир 2013                                               | Мариана Дуке-Мариньо 1-6 6-3 6-4                           | Куруми Нара                                        |
| 8 апреля    | Пелем, США $25,000 — Грунт Турнир 2013                                               | Эшли Барти Арина Родионова 6-4 6-2                         | Као Шаоюань Ли Хуачжэнь                            |
| 8 апреля    | Поса-Рика-де-Идальго, Мексика $25,000 — Хард Турнир 2013                             | Йована Якшич 2-6 6-3 6-4                                   | Джулия Коэн                                        |
| 8 апреля    | Поса-Рика-де-Идальго, Мексика $25,000 — Хард Турнир 2013                             | Мария-Фернанда Альварес-Теран Мария-Фернанда Алвес 6-2 6-3 | Стефани Дюбуа Ольга Савчук                         |
| 15 апреля   | Анталья, Турция $10,000 — Хард Турнир 2013                                           | Беатрис Хаддад Майя 6-4 6-3                                | Тереза Мартинцова                                  |
| 15 апреля   | Анталья, Турция $10,000 — Хард Турнир 2013                                           | Андреа Бенитес Карла Форте 6-2 6-4                         | Ирина Мария Бара Диана Бузян                       |
| 15 апреля   | Ченнаи, Индия $10,000 — Грунт Турнир 2013                                            | Анкита Райна 6-3 6-1                                       | Наташа Палха                                       |
| 15 апреля   | Ченнаи, Индия $10,000 — Грунт Турнир 2013                                            | Наташа Палха Прартхана Тхомбаре 5-7 6-3 [10-6]             | Рушми Чакраварти Анкита Райна                      |
| 15 апреля   | Ираклион, Греция $10,000 — Ковёр Турнир 2013                                         | Михаэлла Крайчек 3-6 6-2 6-4                               | Инди де Вроме                                      |
| 15 апреля   | Ираклион, Греция $10,000 — Ковёр Турнир 2013                                         | Инди де Вроме Михаэлла Крайчек 6-0 5-7 [10-8]              | Юка Мори Росалли ван дер Хук                       |
| 15 апреля   | Шарм-эш-Шейх, Египет $10,000 — Хард Турнир 2013                                      | Элизе Мертенс 6-4 6-3                                      | Арабела Фернандес-Рабенер                          |
| 15 апреля   | Шарм-эш-Шейх, Египет $10,000 — Хард Турнир 2013                                      | Ольга Брозда Наталья Колат 6-3 6-1                         | Ольга Дорошина Лаура Пигосси                       |
| 15 апреля   | Шибеник, Хорватия $10,000 — Грунт Турнир 2013                                        | Агнеш Букта 6-3 6-2                                        | Барбора Крейчикова                                 |
| 15 апреля   | Шибеник, Хорватия $10,000 — Грунт Турнир 2013                                        | Барбора Крейчикова Полина Лейкина 3-6 6-3 [12-10]          | Синди Бургер Анна Клазен                           |
| 15 апреля   | Наманган, Узбекистан $25,000 — Хард Турнир 2013                                      | Надежда Киченок 6-2 6-3                                    | Оксана Калашникова                                 |
| 15 апреля   | Наманган, Узбекистан $25,000 — Хард Турнир 2013                                      | Альбина Хабибулина Анастасия Васильева 6-3 6-3             | Валентина Ивахненко Ксения Палкина                 |
| 15 апреля   | Dothan Pro Classic Дотан, США $50,000 — Грунт Турнир 2013                            | Айла Томлянович 2-6 6-4 6-3                                | Чжан Шуай                                          |
| 15 апреля   | Dothan Pro Classic Дотан, США $50,000 — Грунт Турнир 2013                            | Джулия Коэн Татьяна Мария 6-4 4-6 [11-9]                   | Ирина Фалькони Мария Санчес                        |
| 22 апреля   | Андижан, Узбекистан $10,000 — Хард Турнир 2013                                       | Анастасия Васильева 6-4 7-5                                | Оксана Калашникова                                 |
| 22 апреля   | Андижан, Узбекистан $10,000 — Хард Турнир 2013                                       | Альбина Хабибулина Анастасия Васильева 7-5 6-4             | Полина Монова Екатерина Яшина                      |
| 22 апреля   | Анталья, Турция $10,000 — Хард Турнир 2013                                           | Ана Богдан 4-6 7-6(3) 6-4                                  | Зузана Лукнарова                                   |
| 22 апреля   | Анталья, Турция $10,000 — Хард Турнир 2013                                           | Андреа Бенитес Карла Форте 6-1 6-4                         | Катрин Шантрен Ангелина Габуева                    |
| 22 апреля   | Ашкелон, Израиль $10,000 — Хард Турнир 2013                                          | Дениз Хазанюк 6-4 6-1                                      | Ксения Кириллова                                   |
| 22 апреля   | Ашкелон, Израиль $10,000 — Хард Турнир 2013                                          | Дениз Хазанюк Ксения Кириллова 6-0 6-4                     | Ева Ваканно Алина Вессель                          |
| 22 апреля   | Борнмут, Великобритания $10,000 — Грунт Турнир 2013                                  | Джада Уиндли 6-7(2) 6-4 6-2                                | Светлана Пироженко                                 |
| 22 апреля   | Борнмут, Великобритания $10,000 — Грунт Турнир 2013                                  | Анна Фицпатрик Джада Уиндли 6-4 6-1                        | Элин Буйкенс Каролина Влодарчак                    |
| 22 апреля   | Ираклион, Греция $10,000 — Ковёр Турнир 2013                                         | Валентини Грамматикопулу 6-3 6-4                           | Эми Ботелл                                         |
| 22 апреля   | Ираклион, Греция $10,000 — Ковёр Турнир 2013                                         | Тамара Чурович Камилла Розателло 7-6(4) 6-3                | Ольга Паррес Аскойтия Нурия Паррисас-Диас          |
| 22 апреля   | Лакхнау, Индия $10,000 — Трава Турнир 2013                                           | Эми Мутагути 3-6 7-6(2) 6-1                                | Анкита Райна                                       |
| 22 апреля   | Лакхнау, Индия $10,000 — Трава Турнир 2013                                           | Нидхи Чилумула Эми Мутагути 6-4 7-6(4)                     | Наташа Палха Прартхана Тхомбаре                    |
| 22 апреля   | Лес-Франкесес-дель-Вальес, Испания $10,000 — Хард Турнир 2013                        | Осеан Додан 6-3 6-3                                        | Тесс Суньо                                         |
| 22 апреля   | Лес-Франкесес-дель-Вальес, Испания $10,000 — Хард Турнир 2013                        | Диде Бейер Эстель Касино 6-4 6-7(0) [10-6]                 | Корнелия Листер Сара Суссарелло                    |
| 22 апреля   | Сан-Паулу, Бразилия $10,000 — Грунт Турнир 2013                                      | Роксана Вайсемберг 6-4 6-2                                 | Монсеррат Гонсалес                                 |
| 22 апреля   | Сан-Паулу, Бразилия $10,000 — Грунт Турнир 2013                                      | Ракель Пилтчер Наталья Росси 6-3 6-0                       | Мелина Ферреро Ивания Мартинич                     |
| 22 апреля   | Сан-Северо, Италия $10,000 — Грунт Турнир 2013                                       | Джулия Суссарелло 6-3 6-1                                  | Синди Бургер                                       |
| 22 апреля   | Сан-Северо, Италия $10,000 — Грунт Турнир 2013                                       | Деспина Папамихаил Джулия Суссарелло Без игры              | Аличе Балдуччи Кьяра Мендо                         |
| 22 апреля   | Шарм-эш-Шейх, Египет $10,000 — Хард Турнир 2013                                      | Арабела Фернандес-Рабенер 3-6 6-4 7-6(3)                   | Яна Сизикова                                       |
| 22 апреля   | Шарм-эш-Шейх, Египет $10,000 — Хард Турнир 2013                                      | Елена-Теодора Кадар Арабела Фернандес-Рабенер 6-4 6-3      | Ольга Дорошина Лаура Пигосси                       |
| 22 апреля   | Кьяссо, Швейцария $25,000 — Грунт Турнир 2013                                        | Алисон ван Эйтванк 7-6(2) 6-3                              | Катажина Кава                                      |
| 22 апреля   | Кьяссо, Швейцария $25,000 — Грунт Турнир 2013                                        | Диана Марцинкевич Александра Саснович 6-7(2) 6-4 [10-7]    | Николь Клерико Джулия Гатто-Монтиконе              |
| 22 апреля   | Пхукет, Таиланд $25,000 — Хард(i) Турнир 2013                                        | Луксика Кумкхум 6-0 7-5                                    | Лиза Вайбурн                                       |
| 22 апреля   | Пхукет, Таиланд $25,000 — Хард(i) Турнир 2013                                        | Нича Летпитаксинчай Пеангтарн Плипыч 6-3 5-7 [11-9]        | Тара Мур Мелани Саут                               |
| 22 апреля   | Тунис, Тунис $25,000 — Грунт Турнир 2013                                             | Унс Джабир 6-3 6-2                                         | Сара Соррибес Тормо                                |
| 22 апреля   | Тунис, Тунис $25,000 — Грунт Турнир 2013                                             | Александра Крунич Катажина Питер 6-2 3-6 [10-7]            | Река-Луца Яни Евгения Пашкова                      |
| 22 апреля   | Boyd Tinsley Women's Clay Court Classic Шарлотсвилл, США $50,000 — Грунт Турнир 2013 | Шелби Роджерс 6-3 7-5                                      | Элли Кик                                           |
| 22 апреля   | Boyd Tinsley Women's Clay Court Classic Шарлотсвилл, США $50,000 — Грунт Турнир 2013 | Никола Слейтер Коко Вандевеге 6-3 7-6(4)                   | Николь Гиббс Шелби Роджерс                         |
| 22 апреля   | Стамбул, Турция $50,000 — Хард Турнир 2013                                           | Донна Векич 6-4 7-6(4)                                     | Елизавета Куличкова                                |
| 22 апреля   | Стамбул, Турция $50,000 — Хард Турнир 2013                                           | Екатерина Бычкова Надежда Киченок 3-6 6-2 [10-5]           | Башак Эрайдын Александрина Найденова               |
| 22 апреля   | Вэньшань, Китай $50,000 — Хард Турнир 2013                                           | Чжан Юйсюань 1-6 7-6(4) 6-2                                | Ван Цян                                            |
| 22 апреля   | Вэньшань, Китай $50,000 — Хард Турнир 2013                                           | Мики Миямура Варатчая Вонгтинчай 7-5 6-3                   | Рика Фудзивара Дзюнри Намигата                     |
| 29 апреля   | Анталья, Турция $10,000 — Хард Турнир 2013                                           | Ана Богдан 7-6(4) 6-4                                      | Кейтлин Хуриски                                    |
| 29 апреля   | Анталья, Турция $10,000 — Хард Турнир 2013                                           | Андреа Бенитес Карла Форте 4-6 7-5 [10-4]                  | Розалия Альда Кейтлин Хуриски                      |
| 29 апреля   | Ашкелон, Израиль $10,000 — Хард Турнир 2013                                          | Дениз Хазанюк 6-2 7-5                                      | Ксения Кириллова                                   |
| 29 апреля   | Ашкелон, Израиль $10,000 — Хард Турнир 2013                                          | Пиа Кёниг Эстер Масури 1-0 — отказ                         | Лора Дейджман Керен Шломо                          |
| 29 апреля   | Эдинбург, Великобритания $10,000 — Грунт Турнир 2013                                 | Летисия Сарразан 7-5 6-7(9) 6-2                            | Анна Смит                                          |
| 29 апреля   | Эдинбург, Великобритания $10,000 — Грунт Турнир 2013                                 | Анетт Контавейт Джессика Рен 6-2 6-3                       | Анна Смит Франческа Стефенсон                      |
| 29 апреля   | Ираклион, Греция $10,000 — Ковёр Турнир 2013                                         | Валентини Грамматикопулу 7-6(4) 3-6 6-2                    | Ли Бэйцзи                                          |
| 29 апреля   | Ираклион, Греция $10,000 — Ковёр Турнир 2013                                         | Тамара Чурович Валерия Подда 6-3 6-2                       | Химена Эрмосо Ольга Паррес Аскойтиа                |
| 29 апреля   | Шарм-эш-Шейх, Египет $10,000 — Хард Турнир 2013                                      | Ана Веселинович 6-2 6-3                                    | Клартье Либенс                                     |
| 29 апреля   | Шарм-эш-Шейх, Египет $10,000 — Хард Турнир 2013                                      | Анна Моргина Яна Сизикова 6-3 6-2                          | Лиза Брулманс Клартье Либенс                       |
| 29 апреля   | Шымкент, Казахстан $10,000 — Грунт Турнир 2013                                       | Валерия Страхова 7-5 6-3                                   | Любовь Васильева                                   |
| 29 апреля   | Шымкент, Казахстан $10,000 — Грунт Турнир 2013                                       | Альбина Хабибулина Анастасия Васильева 2-6 6-4 [11-9]      | Полина Монова Анна Смолина                         |
| 29 апреля   | Вилья-Альенде, Аргентина $10,000 — Грунт Турнир 2013                                 | Монсеррат Гонсалес 6-4 6-1                                 | Констанса Вега                                     |
| 29 апреля   | Вилья-Альенде, Аргентина $10,000 — Грунт Турнир 2013                                 | Сара Хименес Монсеррат Гонсалес 6-4 6-0                    | Виктория Босио Аранса Салют                        |
| 29 апреля   | Сеул, Южная Корея $15,000 — Хард Турнир 2013                                         | Хань Синьюнь 6-2 6-1                                       | Ким Со Чон                                         |
| 29 апреля   | Сеул, Южная Корея $15,000 — Хард Турнир 2013                                         | Лю Ваньтин Ян Чжаосюань 6-2 6-2                            | Чжань Цзиньвэй Чжан Наньнань                       |
| 29 апреля   | Каракас, Венесуэла $25,000 — Хард Турнир 2013                                        | Тадея Маерич 1-6 6-3 7-5                                   | Адриана Перес                                      |
| 29 апреля   | Каракас, Венесуэла $25,000 — Хард Турнир 2013                                        | Мария-Фернанда Альварес-Теран Кэри Вонг 6-1 6-2            | Наоми Тотка Карина Вендитти                        |
| 29 апреля   | Чивитавеккья, Италия $25,000 — Грунт Турнир 2013                                     | Анна Каролина Шмидлова 6-0 6-1                             | Магда Линетт                                       |
| 29 апреля   | Чивитавеккья, Италия $25,000 — Грунт Турнир 2013                                     | Штефани Фогт Рената Ворачова 6-3 6-4                       | Паула Каня Магда Линетт                            |
| 29 апреля   | Пхукет, Таиланд $25,000 — Хард(i) Турнир 2013                                        | Мелани Клаффнер 3-6 6-3 6-2                                | Доротея Эрич                                       |
| 29 апреля   | Пхукет, Таиланд $25,000 — Хард(i) Турнир 2013                                        | Нича Летпитаксинчай Пеангтарн Плипыч 6-2 6-4               | Фатма Аль Набхани Ли Ясюань                        |
| 29 апреля   | Висбаден, Германия $25,000 — Грунт Турнир 2013                                       | Ивонн Мойсбургер 5-7 6-4 6-1                               | Шэрон Фичмен                                       |
| 29 апреля   | Висбаден, Германия $25,000 — Грунт Турнир 2013                                       | Габриэла Дабровски Шэрон Фичмен 6-3 6-3                    | Дина Пфиценмайер Анна Цая                          |
| 29 апреля   | Kangaroo Cup Гифу, Япония $50,000 — Хард Турнир 2013                                 | Ан-Софи Местах 1-6 6-3 6-0                                 | Ван Цян                                            |
| 29 апреля   | Kangaroo Cup Гифу, Япония $50,000 — Хард Турнир 2013                                 | Луксика Кумкхум Эрика Сэма 6-4 6-3                         | Нао Хибино Рико Саваянаги                          |
| 29 апреля   | Audi Melbourne Pro Tennis Classic Индиан-Харбор-Бич, США $50,000 — Грунт Турнир 2013 | Петра Рампре 6-0 6-1                                       | Дия Евтимова                                       |
| 29 апреля   | Audi Melbourne Pro Tennis Classic Индиан-Харбор-Бич, США $50,000 — Грунт Турнир 2013 | Джан Абаза Луиза Чирико 6-4 6-4                            | Эйжа Мухаммад Элли Уилл                            |

### Май
| Дата начала | Турнир                                                                                    | Чемпионки (Счёт финала)                                | Финалистки                             |
| ----------- | ----------------------------------------------------------------------------------------- | ------------------------------------------------------ | -------------------------------------- |
| 6 мая       | Анталья, Турция $10,000 — Хард Турнир 2013                                                | Карла Форте 7-6(3) 7-5                                 | Кейтлин Хуриски                        |
| 6 мая       | Анталья, Турция $10,000 — Хард Турнир 2013                                                | Шахло Сайдова Анна Шкудун 4-6 6-2 [10-8]               | Андреа Бенитес Карла Форте             |
| 6 мая       | Бостад, Швеция $10,000 — Грунт Турнир 2013                                                | Исалин Бонавентюре 6-1 6-2                             | Эллен Альгурин                         |
| 6 мая       | Бостад, Швеция $10,000 — Грунт Турнир 2013                                                | Синди Бургер Милана Шпремо 6-1 6-4                     | Исалин Бонавентюре Мария Мох           |
| 6 мая       | Марафон, Греция $10,000 — Хард Турнир 2013                                                | Ли Бэйцзи 6-1 7-5                                      | Марина Качар                           |
| 6 мая       | Марафон, Греция $10,000 — Хард Турнир 2013                                                | Эрин Кларк Франческа Стефенсон 5-7 6-3 [10-8]          | Матея Межак Сильвия Нирич              |
| 6 мая       | Рамат-ха-Шарон, Израиль $10,000 — Хард Турнир 2013                                        | Дениз Хазанюк 6-3 6-3                                  | Екатерина Тур                          |
| 6 мая       | Рамат-ха-Шарон, Израиль $10,000 — Хард Турнир 2013                                        | Каролина Бетанкур Молли Скотт 6-7(2) 6-4 [10-4]        | Екатерина Тур Алина Вессель            |
| 6 мая       | Пула, Италия $10,000 — Грунт Турнир 2013                                                  | София Ковалец 6-4 1-6 6-4                              | Анна Флорис                            |
| 6 мая       | Пула, Италия $10,000 — Грунт Турнир 2013                                                  | Мартина Карегаро Анна Флорис 6-2 6-3                   | Аннализа Бона Лиза Сабино              |
| 6 мая       | Шарм-эш-Шейх, Египет $10,000 — Хард Турнир 2013                                           | Ипек Сойлу 7-5 6-1                                     | Камилла Розателло                      |
| 6 мая       | Шарм-эш-Шейх, Египет $10,000 — Хард Турнир 2013                                           | Каролина Петрелли Ана Веселинович 3-6 7-5 [10-7]       | Анастасия Харченко Анна Моргина        |
| 6 мая       | Шымкент, Казахстан $10,000 — Грунт Турнир 2013                                            | Ксения Палкина 6-3 5-7 6-1                             | Камила Керимбаева                      |
| 6 мая       | Шымкент, Казахстан $10,000 — Грунт Турнир 2013                                            | Альбина Хабибулина Ксения Палкина 6-2 6-2              | Полина Монова Анна Смолина             |
| 6 мая       | Вилья-Мария, Аргентина $10,000 — Грунт Турнир 2013                                        | Монсеррат Гонсалес 6-3 4-6 6-3                         | Камила Сильва                          |
| 6 мая       | Вилья-Мария, Аргентина $10,000 — Грунт Турнир 2013                                        | Ана София Санчес Камила Сильва 6-1 6-2                 | Виктория Босио Аранса Салют            |
| 6 мая       | Сеул, Южная Корея $15,000 — Хард Турнир 2013                                              | Чжоу Имяо 6-2 6-1                                      | Хан На Рэ                              |
| 6 мая       | Сеул, Южная Корея $15,000 — Хард Турнир 2013                                              | Хань Синьюнь Е Цююй 7-6(3) 4-6 [10-4]                  | Чжань Цзиньвэй Чжан Наньнань           |
| 6 мая       | Роли, США $25,000 — Грунт Турнир 2013                                                     | Эйжа Мухаммад 6-2 6-2                                  | Шалена Шоль                            |
| 6 мая       | Роли, США $25,000 — Грунт Турнир 2013                                                     | Эйжа Мухаммад Элли Уилл 6-3 6-3                        | Джессика Мур Салли Пирс                |
| 6 мая       | Кубок Фукуоки Фукуока, Япония $50,000 — Трава Турнир 2013                                 | Унс Джабир 7-6(2) 6-2                                  | Ан-Софи Местах                         |
| 6 мая       | Кубок Фукуоки Фукуока, Япония $50,000 — Трава Турнир 2013                                 | Дзюнри Намигата Эрика Сэма 7-5 3-6 [10-7]              | Рика Фудзивара Акико Омаэ              |
| 6 мая       | Soweto Open Йоханнесбург, ЮАР $50,000+H — Хард Турнир 2013                                | Тимея Бабош 6-7(3) 6-4 6-1                             | Шанель Симмондс                        |
| 6 мая       | Soweto Open Йоханнесбург, ЮАР $50,000+H — Хард Турнир 2013                                | Магда Линетт Шанель Симмондс 6-1 6-3                   | Саманта Маррей Джада Уиндли            |
| 6 мая       | Empire Slovak Open Трнава, Словакия $75,000 — Грунт Турнир 2013                           | Барбора Заглавова-Стрыцова 6-2 6-4                     | Карин Кнапп                            |
| 6 мая       | Empire Slovak Open Трнава, Словакия $75,000 — Грунт Турнир 2013                           | Мервана Югич-Салкич Рената Ворачова 6-1 6-1            | Яна Чепелова Анна Каролина Шмидлова    |
| 6 мая       | Open de Cagnes-sur-Mer Alpes-Maritimes Кань-сюр-Мер, Франция $100,000 — Грунт Турнир 2013 | Каролин Гарсия 6-0 4-6 6-3                             | Марина Заневская                       |
| 6 мая       | Open de Cagnes-sur-Mer Alpes-Maritimes Кань-сюр-Мер, Франция $100,000 — Грунт Турнир 2013 | Ваня Кинг Аранча Рус 4-6 7-5 [10-8]                    | Каталина Кастаньо Тельяна Перейра      |
| 13 мая      | Анталья, Турция $10,000 — Хард Турнир 2013                                                | Ольга Янчук 6-3 6-3                                    | Зузана Злохова                         |
| 13 мая      | Анталья, Турция $10,000 — Хард Турнир 2013                                                | Ольга Янчук Дарья Лебешева 3-6 7-5 [10-8]              | Нодзоми Фудзиока Хироно Ватанабэ       |
| 13 мая      | Бостад, Швеция $10,000 — Грунт Турнир 2013                                                | Ребекка Петерсон 6-3 6-2                               | Зузана Лукнарова                       |
| 13 мая      | Бостад, Швеция $10,000 — Грунт Турнир 2013                                                | Эллен Альгурин Беатрис Седермарк 6-3 6-0               | Ребекка Петерсон Малин Улвефельдт      |
| 13 мая      | Марафон, Греция $10,000 — Хард Турнир 2013                                                | Анетт Контавейт 6-3 6-2                                | Люси Браун                             |
| 13 мая      | Марафон, Греция $10,000 — Хард Турнир 2013                                                | Лина Джёрческа Деспоина Вогасари 6-4 2-6 [10-6]        | Лора Дейджман Анетт Контавейт          |
| 13 мая      | Турнир Кончиты Мартинес Монсон, Испания $10,000 — Хард Турнир 2013                        | Полина Виноградова 6-1 6-1                             | Нурия Паррисас-Диас                    |
| 13 мая      | Турнир Кончиты Мартинес Монсон, Испания $10,000 — Хард Турнир 2013                        | Татьяна Буа Лусия Сервера-Васкес 4-6 7-5 [10-6]        | Арабела Фернандес-Рабенер Яна Сизикова |
| 13 мая      | Пула, Италия $10,000 — Грунт Турнир 2013                                                  | София Ковалец 6-3 6-2                                  | Кэрол Чжао                             |
| 13 мая      | Пула, Италия $10,000 — Грунт Турнир 2013                                                  | Мартина Карегаро Анна Флорис 6-2 5-7 [10-7]            | Эрин Рутлифф Кэрол Чжао                |
| 13 мая      | Салунга-Лендисвиль, США $10,000 — Хард Турнир 2013                                        | Алиса Клейбанова 6-3 6-0                               | Натали Плускота                        |
| 13 мая      | Салунга-Лендисвиль, США $10,000 — Хард Турнир 2013                                        | Мария-Фернанда Альварес-Теран Кэри Вонг 2-6 6-4 [10-5] | Брук Остин Брук Ришбит                 |
| 13 мая      | Шарм-эш-Шейх, Египет $10,000 — Хард Турнир 2013                                           | Мелис Сезер 6-2 4-6 6-3                                | Башак Эрайдын                          |
| 13 мая      | Шарм-эш-Шейх, Египет $10,000 — Хард Турнир 2013                                           | Анна Фицпатрик Ана Веселинович 2-6 6-4 [10-3]          | Башак Эрайдын Мелис Сезер              |
| 13 мая      | Баликпапан, Индонезия $25,000 — Хард Турнир 2013                                          | Йована Якшич 6-3 6-2                                   | Ян Цзы                                 |
| 13 мая      | Баликпапан, Индонезия $25,000 — Хард Турнир 2013                                          | Наоми Броуди Теодора Мирчич 6-3 6-3                    | Чэнь И Сюй Ифань                       |
| 13 мая      | Куруме, Япония $50,000 — Трава Турнир 2013                                                | Унс Джабир 6-3 3-6 6-4                                 | Ан-Софи Местах                         |
| 13 мая      | Куруме, Япония $50,000 — Трава Турнир 2013                                                | Канаэ Хисами Мари Танака 6-4 7-6(2)                    | Рика Фудзивара Акико Омаэ              |
| 13 мая      | Open Saint-Gaudens Midi Pyrénées Сен-Годенс, Франция $50,000+H — Грунт Турнир 2013        | Паула Ормаэчеа 6-3 3-6 6-4                             | Дина Пфиценмайер                       |
| 13 мая      | Open Saint-Gaudens Midi Pyrénées Сен-Годенс, Франция $50,000+H — Грунт Турнир 2013        | Юлия Глушко Паула Ормаэчеа 7-5 7-6(11)                 | Стефани Дюбуа Куруми Нара              |
| 13 мая      | Sparta Prague Open Прага, Чехия $100,000 — Грунт Турнир 2013                              | Луция Шафаржова 3-6 6-1 6-1                            | Александра Каданцу                     |
| 13 мая      | Sparta Prague Open Прага, Чехия $100,000 — Грунт Турнир 2013                              | Рената Ворачова Барбора Заглавова-Стрыцова 6-4 6-0     | Ирина Фалькони Ева Грдинова            |
| 20 мая      | Анталья, Турция $10,000 — Хард Турнир 2013                                                | Ольга Янчук 6-3 7-6(4)                                 | Мартина Кубичикова                     |
| 20 мая      | Анталья, Турция $10,000 — Хард Турнир 2013                                                | Гай Ао Султан Гонен 3-6 7-5 [10-6]                     | Андреа Бенитес Карла Форте             |
| 20 мая      | Жирона, Испания $10,000 — Грунт Турнир 2013                                               | Лусия Сервера-Васкес 6-0 6-1                           | Марин Парто                            |
| 20 мая      | Жирона, Испания $10,000 — Грунт Турнир 2013                                               | Ивонн Кавалье Реймерс Лусия Сервера-Васкес 7-6(4) 6-4  | Гая Санези Джулия Суссарелло           |
| 20 мая      | Марафон, Греция $10,000 — Хард Турнир 2013                                                | Ли Бэйцзи 6-2 6-3                                      | Деспоина Вогасари                      |
| 20 мая      | Марафон, Греция $10,000 — Хард Турнир 2013                                                | Светлана Пироженко Габриэла ван де Граф 1-6 7-5 [10-7] | Элени Кордолаими Деспоина Вогасари     |
| 20 мая      | Самтер, США $10,000 — Хард Турнир 2013                                                    | Джейми Лёб 6-4 6-3                                     | Брук Остин                             |
| 20 мая      | Самтер, США $10,000 — Хард Турнир 2013                                                    | Кристи Фриллинг Александра Мюллер 6-4 6-3              | Джейми Лёб Саназ Маранд                |
| 20 мая      | Тимишоара, Румыния $10,000 — Грунт Турнир 2013                                            | Ксения Кнолль 3-6 6-2 7-5                              | Бьянка Хинку                           |
| 20 мая      | Тимишоара, Румыния $10,000 — Грунт Турнир 2013                                            | Елена-Теодора Кадар Ралука-Елена Платон 6-3 1-6 [10-7] | Александра Дамаскин Бьянка Хинку       |
| 20 мая      | Шарм-эш-Шейх, Египет $10,000 — Хард Турнир 2013                                           | Барбара Бонич 6-3 6-1                                  | Анастасия Харченко                     |
| 20 мая      | Шарм-эш-Шейх, Египет $10,000 — Хард Турнир 2013                                           | Камилла Розателло Чжу Айвэнь 6-4 6-3                   | Анна Фицпатрик Камила Керимбаева       |
| 20 мая      | Казерта, Италия $25,000 — Грунт Турнир 2013                                               | Рената Ворачова 6-4 6-1                                | Беатрис Хаддад-Майя                    |
| 20 мая      | Казерта, Италия $25,000 — Грунт Турнир 2013                                               | Данка Ковинич Рената Ворачова 6-4 7-6(3)               | Елена Богдан Кристина Дину             |
| 20 мая      | Каруидзава, Япония $25,000 — Трава Турнир 2013                                            | Эри Ходзуми 7-6(5) 6-3                                 | Дзюнри Намигата                        |
| 20 мая      | Каруидзава, Япония $25,000 — Трава Турнир 2013                                            | Сихо Акита Сатиэ Исидзу 7-5 7-6(8)                     | Мики Миямура Эрика Такао               |
| 20 мая      | Касабланка, Марокко $25,000 — Грунт Турнир 2013                                           | Лаура Поус-Тио 6-3 6-0                                 | Сандра Заневская                       |
| 20 мая      | Касабланка, Марокко $25,000 — Грунт Турнир 2013                                           | Юстина Оцга Анна Цая 6-4 6-2                           | Елица Костова Сандра Заневская         |
| 20 мая      | Коян, Южная Корея $25,000 — Хард Турнир 2013                                              | Дуань Инъин 6-3 6-4                                    | Лю Фанчжоу                             |
| 20 мая      | Коян, Южная Корея $25,000 — Хард Турнир 2013                                              | Нао Хибино Акико Омаэ 6-4 6-4                          | Хан На Рэ Ю Ми                         |
| 20 мая      | Таракан, Индонезия $25,000 — Хард(i) Турнир 2013                                          | Йована Якшич 6-3 6-2                                   | Ли Тин                                 |
| 20 мая      | Таракан, Индонезия $25,000 — Хард(i) Турнир 2013                                          | Наоми Броуди Теодора Мирчич 6-2 1-6 [10-5]             | Тан Хаочэнь Тянь Жань                  |
| 27 мая      | Адана, Турция $10,000 — Хард Турнир 2013                                                  | Зузана Злохова 7-5 6-0                                 | Изабелла Шиникова                      |
| 27 мая      | Адана, Турция $10,000 — Хард Турнир 2013                                                  | Ольга Янчук Зузана Злохова 6-2 7-5                     | Султан Гонен Юлия Стаматова            |
| 27 мая      | Кантаньеди, Португалия $10,000 — Ковёр Турнир 2013                                        | Барбара Луш 6-3 2-6 7-5                                | Аличе Балдуччи                         |
| 27 мая      | Кантаньеди, Португалия $10,000 — Ковёр Турнир 2013                                        | Агата Бараньская Зузана Мацеёвская 6-7(4) 6-4 [12-10]  | Аранса Салют Каролина Себальос         |
| 27 мая      | Карши, Узбекистан $10,000 — Хард Турнир 2013                                              | Сабина Шарипова 6-2 6-3                                | Ян И                                   |
| 27 мая      | Карши, Узбекистан $10,000 — Хард Турнир 2013                                              | Альбина Хабибулина Алёна Сотникова 6-3 7-5             | Сабина Шарипова Екатерина Яшина        |
| 27 мая      | Кинтана-Роо, Мексика $10,000 — Хард Турнир 2013                                           | Монсеррат Гонсалес 4-6 7-6(4) 7-6(1)                   | Ана София Санчес                       |
| 27 мая      | Кинтана-Роо, Мексика $10,000 — Хард Турнир 2013                                           | Даниэлла Миллз Франческа Сегарелли 6-2 6-4             | Ана София Санчес Даниэлла Схипперс     |
| 27 мая      | Раанана, Израиль $10,000 — Хард Турнир 2013                                               | Дениз Хазанюк 6-1 6-1                                  | Эстер Масури                           |
| 27 мая      | Раанана, Израиль $10,000 — Хард Турнир 2013                                               | Ли Ор Ребекка Петерсон 6-1 6-2                         | Сарай Штеренбах Екатерина Тур          |
| 27 мая      | Хилтон-Хед-Айленд, США $10,000 — Хард Турнир 2013                                         | Яна Королёва 7-5 6-4                                   | Хейли Картер                           |
| 27 мая      | Хилтон-Хед-Айленд, США $10,000 — Хард Турнир 2013                                         | Кристи Фриллинг Александра Мюллер 6-3 6-4              | Хейли Картер Джози Кульман             |
| 27 мая      | Шарм-эш-Шейх, Египет $10,000 — Хард Турнир 2013                                           | Камиля Керимбаева 6-2 6-4                              | Владислава Заносиенко                  |
| 27 мая      | Шарм-эш-Шейх, Египет $10,000 — Хард Турнир 2013                                           | Вероника Стотыка Владислава Заносиенко 6-3 6-4         | Анастасия Харченко Николь Мелихар      |
| 27 мая      | Градо, Италия $25,000 — Грунт Турнир 2013                                                 | Ивонн Мойсбургер 6-2 6-7(2) 6-3                        | Катажина Питер                         |
| 27 мая      | Градо, Италия $25,000 — Грунт Турнир 2013                                                 | Юрика Сэма Чжоу Имяо 1-6 7-5 [10-7]                    | Виктория Голубич Диана Марцинкевич     |
| 27 мая      | Марибор, Словения $25,000 — Грунт Турнир 2013                                             | Полона Херцог 3-6 6-3 6-3                              | Ана Конюх                              |
| 27 мая      | Марибор, Словения $25,000 — Грунт Турнир 2013                                             | Паула Каня Магда Линетт 6-3 6-0                        | Майлен Ору Мария Иригойен              |
| 27 мая      | Москва, Россия $25,000 — Грунт Турнир 2013                                                | Анетт Контавейт 6-1 6-1                                | Чагла Бююкакчай                        |
| 27 мая      | Москва, Россия $25,000 — Грунт Турнир 2013                                                | Ксения Кириллова Полина Монова 1-6 6-4 [10-4]          | Евгения Пашкова Анастасия Васильева    |
| 27 мая      | Чханвон, Южная Корея $25,000 — Хард Турнир 2013                                           | Риса Одзаки 6-4 6-4                                    | Чжан Юйсюань                           |
| 27 мая      | Чханвон, Южная Корея $25,000 — Хард Турнир 2013                                           | Чжань Цзиньвэй Лю Чан 6-0 6-2                          | Хан Сон Хи Ким Чу Ын                   |
| 27 мая      | Эль-Пасо, США $25,000 — Хард Турнир 2013                                                  | Саназ Маранд 6-4 6-4                                   | Наоми Осака                            |
| 27 мая      | Эль-Пасо, США $25,000 — Хард Турнир 2013                                                  | Адриана Перес Марсела Сакариас 6-3 6-3                 | Фатма Аль Набхани Кэри Вонг            |

### Июнь
| Дата начала | Турнир                                                                               | Чемпионки (Счёт финала)                                                     | Финалистки                                    |
| ----------- | ------------------------------------------------------------------------------------ | --------------------------------------------------------------------------- | --------------------------------------------- |
| 3 июня      | Амаранти, Португалия $10,000 — Хард Турнир 2013                                      | Химена Эрмосо 6-3 6-2                                                       | Нурия Паррисас-Диас                           |
| 3 июня      | Амаранти, Португалия $10,000 — Хард Турнир 2013                                      | Тесс Сюно Рита Вилака 7-5 7-5                                               | Аранса Салют Каролина Себальос                |
| 3 июня      | Герцлия, Израиль $10,000 — Хард Турнир 2013                                          | Дениз Хазанюк 6-1 6-4                                                       | Керен Шломо                                   |
| 3 июня      | Герцлия, Израиль $10,000 — Хард Турнир 2013                                          | Ли Ор Керен Шломо Без игры                                                  | Михаэла Фрлицка Евгения Свинцова              |
| 3 июня      | Кинтана-Роо, Мексика $10,000 — Хард Турнир 2013                                      | Ана София Санчес 6-3 6-2                                                    | Монсеррат Гонсалес                            |
| 3 июня      | Кинтана-Роо, Мексика $10,000 — Хард Турнир 2013                                      | Акари Иноуэ Джулия Мориарти 5-7 7-6(4) [12-10]                              | Ана София Санчес Даниэла Схипперс             |
| 3 июня      | Сантус, Бразилия $10,000 — Грунт Турнир 2013                                         | Габриэла Се 7-6(2) 6-2                                                      | Ана-Клара Дуарте                              |
| 3 июня      | Сантус, Бразилия $10,000 — Грунт Турнир 2013                                         | Андреа Бенитес Карла Форте 6-4 6-1                                          | Ана-Клара Дуарте Натали Курата                |
| 3 июня      | Сараево, Босния и Герцеговина $10,000 — Грунт Турнир 2013                            | Тереза Маликова 6-3 7-5                                                     | Мартина Кубичикова                            |
| 3 июня      | Сараево, Босния и Герцеговина $10,000 — Грунт Турнир 2013                            | Ана Бьянка Михайла Кристина Остоич 7-5 6-4                                  | Елена-Теодора Кадар Камелия-Елена Христя      |
| 3 июня      | Тайбэй, Тайвань $10,000 — Хард Турнир 2013                                           | Ли Ясюань 6-7(6) 6-2 6-4                                                    | Канаэ Хисами                                  |
| 3 июня      | Тайбэй, Тайвань $10,000 — Хард Турнир 2013                                           | Као Шаоюань Ли Хуачжэнь 4-6 6-3 [10-7]                                      | Чжань Цзиньвэй Сюй Вэньсинь                   |
| 3 июня      | Шарм-эш-Шейх, Египет $10,000 — Хард Турнир 2013                                      | Лиза-Мария Мозер 6-2 6-4                                                    | Сильвия Загорская                             |
| 3 июня      | Шарм-эш-Шейх, Египет $10,000 — Хард Турнир 2013                                      | Лидия Морозова Кира Шрофф 6-4 6-2                                           | Алина Михеева Сильвия Загорская               |
| 3 июня      | Агры, Турция $25,000 — Ковёр Турнир 2013                                             | Илона Кремень 6-4 6-4                                                       | Ана Веселинович                               |
| 3 июня      | Агры, Турция $25,000 — Ковёр Турнир 2013                                             | Мелис Сезер Ясмина Тинич 6-4 3-6 [10-8]                                     | Чагла Бююкакчай Пемра Озген                   |
| 3 июня      | Брешиа, Италия $25,000 — Грунт Турнир 2013                                           | Виктория Голубич 6-4 6-4                                                    | Анастасия Гримальская                         |
| 3 июня      | Брешиа, Италия $25,000 — Грунт Турнир 2013                                           | Моника Адамчак Юрика Сэма 6-4 7-5                                           | Река-Луца Яни Ирина Хромачёва                 |
| 3 июня      | Карши, Узбекистан $25,000 — Хард Турнир 2013                                         | Сабина Шарипова 6-3 6-3                                                     | Анкита Райна                                  |
| 3 июня      | Карши, Узбекистан $25,000 — Хард Турнир 2013                                         | Маргарита Гаспарян Полина Пехова 6-2 6-1                                    | Вероника Капшай Теодора Мирчич                |
| 3 июня      | Лас-Крусес, США $25,000 — Хард Турнир 2013                                           | Маё Хиби 6-3 6-0                                                            | Петра Рампре                                  |
| 3 июня      | Лас-Крусес, США $25,000 — Хард Турнир 2013                                           | Мария-Фернанда Альварес-Теран Кэри Вонг 6-2 6-2                             | Анамика Бхаргава Маё Хиби                     |
| 3 июня      | AEGON Trophy Ноттингем, Великобритания $75,000 — Трава Турнир 2013                   | Петра Мартич 6-3 6-3                                                        | Каролина Плишкова                             |
| 3 июня      | AEGON Trophy Ноттингем, Великобритания $75,000 — Трава Турнир 2013                   | Мария Санчес Никола Слейтер 4-6 6-3 [10-8]                                  | Габриэла Дабровски Шэрон Фичмен               |
| 3 июня      | Открытый чемпионат Марселя Марсель, Франция $100,000 — Грунт Турнир 2013             | Андреа Петкович 6-4 6-2                                                     | Анабель Медина Гарригес                       |
| 3 июня      | Открытый чемпионат Марселя Марсель, Франция $100,000 — Грунт Турнир 2013             | Сандра Клеменшиц Андрея Клепач 1-6 6-4 [10-5]                               | Эйжа Мухаммад Элли Уилл                       |
| 10 июня     | Амстелвен, Нидерланды $10,000 — Грунт Турнир 2013                                    | Исалин Бонавентюре 6-4 6-2                                                  | Синди Бургер                                  |
| 10 июня     | Амстелвен, Нидерланды $10,000 — Грунт Турнир 2013                                    | Тереза Маликова Алина Вессель 6-0 6-3                                       | Валерия Подда Розали ван дер Хук              |
| 10 июня     | Бетани-Бич, США $10,000 — Грунт Турнир 2013                                          | Брианна Морган 7-6(3) 6-3                                                   | Джессика Мур                                  |
| 10 июня     | Бетани-Бич, США $10,000 — Грунт Турнир 2013                                          | Линдсей Харденберг Пегги Портер 6-1 6-4                                     | Дениз Муресен Жаклин Ву                       |
| 10 июня     | Гимарайнш, Португалия $10,000 — Хард Турнир 2013                                     | Клотильд де Бернарди 6-0 6-2                                                | Химена Эрмосо                                 |
| 10 июня     | Гимарайнш, Португалия $10,000 — Хард Турнир 2013                                     | Натела Дзаламидзе Арабела Фернандес-Рабенер 3-6 6-3 [10-3]                  | Тесс Сюно Рита Виларка                        |
| 10 июня     | Кимчхон, Южная Корея $10,000 — Хард Турнир 2013                                      | Ли Йе Ра 6-7(5) 6-2 6-0                                                     | Ким На Ри                                     |
| 10 июня     | Кимчхон, Южная Корея $10,000 — Хард Турнир 2013                                      | Ким На Ри Ли Йе Ра 6-3 6-3                                                  | Чан Су Джон Рико Саваянаги                    |
| 10 июня     | Кинтана-Роо, Мексика $10,000 — Хард Турнир 2013                                      | Ана София Санчес 6-1 6-3                                                    | Марсела Сакариас                              |
| 10 июня     | Кинтана-Роо, Мексика $10,000 — Хард Турнир 2013                                      | Макол Харкинс Зоуи Гвен Скандалис 6-4 3-6 [10-6]                            | Виктория Босио Монсеррат Гонсалес             |
| 10 июня     | Стамбул, Турция $10,000 — Хард Турнир 2013                                           | Башак Эрайдын 6-3 6-4                                                       | Дарья Лебешева                                |
| 10 июня     | Стамбул, Турция $10,000 — Хард Турнир 2013                                           | Мелис Сезер Ипек Сойлу 6-4 — отказ                                          | Башак Эрайдын Ясмина Тинич                    |
| 10 июня     | Шарм-эш-Шейх, Египет $10,000 — Хард Турнир 2013                                      | Алина Михеева 6-4 6-4                                                       | Лиза-Мария Мозер                              |
| 10 июня     | Шарм-эш-Шейх, Египет $10,000 — Хард Турнир 2013                                      | Совяня Бависетти Анна Моргина 6-1 3-6 [10-6]                                | Далила Якупович Кира Шрофф                    |
| 10 июня     | Эссен, Германия $10,000 — Грунт Турнир 2013                                          | Михаэла Гончова 6-2 6-2                                                     | Шанталь Шкамлова                              |
| 10 июня     | Эссен, Германия $10,000 — Грунт Турнир 2013                                          | Евгения Пашкова Анастасия Васильева 7-5 6-4                                 | Ирина Рамьялизон Констанс Сибиль              |
| 10 июня     | Бухара, Узбекистан $25,000 — Хард Турнир 2013                                        | Михару Иманиси 7-5 7-5                                                      | Нигина Абдураимова                            |
| 10 июня     | Бухара, Узбекистан $25,000 — Хард Турнир 2013                                        | Эри Ходзуми Макото Ниномия 3-6 7-5 [10-8]                                   | Ангелина Габуева Вероника Капшай              |
| 10 июня     | Падуя, Италия $25,000 — Грунт Турнир 2013                                            | Ирина Хромачёва 6-2 6-3                                                     | Патриция Майр-Ахлайтнер                       |
| 10 июня     | Падуя, Италия $25,000 — Грунт Турнир 2013                                            | Паула Каня Ирина Хромачёва 6-3 6-1                                          | Кристина Дину Маша Зец-Пешкирич               |
| 10 июня     | AEGON Nottingham Challenge Ноттингем, Великобритания $50,000 — Трава Турнир 2013     | Елена Балтача 7-5 7-6(7)                                                    | Тадея Маерич                                  |
| 10 июня     | AEGON Nottingham Challenge Ноттингем, Великобритания $50,000 — Трава Турнир 2013     | Жюли Куэн Стефани Форетц Гакон 6-2 6-4                                      | Юлия Глушко Эрика Сэма                        |
| 17 июня     | Алкмар, Нидерланды $10,000 — Грунт Турнир 2013                                       | Бернарда Пера 6-1 6-2                                                       | Наталья Костич                                |
| 17 июня     | Алкмар, Нидерланды $10,000 — Грунт Турнир 2013                                       | Ким ван дер Хорст Моника Зюр 6-3 7-6(5)                                     | Бернарда Пера Гая Санези                      |
| 17 июня     | Алма-Ата, Казахстан $10,000 — Грунт Турнир 2013                                      | Анастасия Рудакова 7-6(1) 6-4                                               | Елена Немчен                                  |
| 17 июня     | Алма-Ата, Казахстан $10,000 — Грунт Турнир 2013                                      | Маргарита Лазарева Екатерина Яшина 7-5 2-6 [10-3]                           | Иванка Карамалак Анна Коваль                  |
| 17 июня     | Буффало, США $10,000 — Грунт Турнир 2013                                             | Александра Мюллер 7-5 6-4                                                   | Алиса Клейбанова                              |
| 17 июня     | Буффало, США $10,000 — Грунт Турнир 2013                                             | Эмили Харман Александра Мюллер 4-6 6-3 [10-7]                               | Сатиэ Исидзу Дениз Старр                      |
| 17 июня     | Бухарест, Румыния $10,000 — Грунт Турнир 2013                                        | Ирина Мария Бара 6-4 6-4                                                    | Лаура-Йоана Андрей                            |
| 17 июня     | Бухарест, Румыния $10,000 — Грунт Турнир 2013                                        | Лаура-Йоана Андрей Ралука Елена Платон 6-2 7-6(2)                           | Ралука Чуфрила Андрея Гитеску                 |
| 17 июня     | Кёльн, Германия $10,000 — Грунт Турнир 2013                                          | Антония Лоттнер 4-6 6-4 7-5                                                 | Анастасия Васильева                           |
| 17 июня     | Кёльн, Германия $10,000 — Грунт Турнир 2013                                          | Евгения Пашкова Анастасия Васильева 6-3 5-7 [10-6]                          | Тамара Чурович Антония Лоттнер                |
| 17 июня     | Кимчхон, Южная Корея $10,000 — Хард Турнир 2013                                      | Ли Йе Ра 6-2 2-6 6-4                                                        | Ю Ми                                          |
| 17 июня     | Кимчхон, Южная Корея $10,000 — Хард Турнир 2013                                      | Кан Со Кюн Ким Чи Юн 7-5 6-1                                                | Чан Су Джон Рико Саваянаги                    |
| 17 июня     | Ниш, Сербия $10,000 — Грунт Турнир 2013                                              | Ивана Йорович 6-4 4-6 6-3                                                   | Доротея Эрич                                  |
| 17 июня     | Ниш, Сербия $10,000 — Грунт Турнир 2013                                              | Виктория Раичич Виктория Томова 6-1 6-2                                     | Нерма Цалук Тяса Сримпф                       |
| 17 июня     | Стамбул, Турция $10,000 — Хард Турнир 2013                                           | Дарья Лебешева 7-6(1) 6-4                                                   | Мияби Иноуэ                                   |
| 17 июня     | Стамбул, Турция $10,000 — Хард Турнир 2013                                           | Кристина Шаховец Юлия Стаматова 6-2 6-0                                     | Полина Лейкина Лидия Морозова                 |
| 17 июня     | Токио, Япония $10,000 — Хард Турнир 2013                                             | Сихо Акита 6-4 6-4                                                          | Акико Ёнэмура                                 |
| 17 июня     | Токио, Япония $10,000 — Хард Турнир 2013                                             | Юка Мори Макото Ниномия 6-4 6-3                                             | Кумико Иидзима Акико Ёнэмура                  |
| 17 июня     | Шарм-эш-Шейх, Египет $10,000 — Хард Турнир 2013                                      | Сусанна Селик 6-4 6-0                                                       | Пия Кёниг                                     |
| 17 июня     | Шарм-эш-Шейх, Египет $10,000 — Хард Турнир 2013                                      | Алессия Кампалоне Валерия Проспери 6-4 7-5                                  | Май Эль Камаш Мадри ле Ру                     |
| 17 июня     | Истад, Швеция $25,000 — Грунт Турнир 2013                                            | Данка Ковинич 6-3 6-3                                                       | Мелани Клаффнер                               |
| 17 июня     | Истад, Швеция $25,000 — Грунт Турнир 2013                                            | Кристина Барруа Лина Станчюте 6-4 7-5                                       | Моника Адамчак Пемра Озген                    |
| 17 июня     | Ленцерхайде, Швейцария $25,000 — Грунт Турнир 2013                                   | Лаура Зигемунд 6-2 6-3                                                      | Беатрис Хаддад Майя                           |
| 17 июня     | Ленцерхайде, Швейцария $25,000 — Грунт Турнир 2013                                   | Белинда Бенчич Катерина Синякова 6-0 6-2                                    | Вероника Кудерметова Диана Марцинкевич        |
| 17 июня     | Open Montpellier Agglomération Hérault Монпелье, Франция $25,000 — Грунт Турнир 2013 | Ана Конюх 6-3 6-1                                                           | Ирина Хромачёва                               |
| 17 июня     | Open Montpellier Agglomération Hérault Монпелье, Франция $25,000 — Грунт Турнир 2013 | Ирина Хромачёва Рената Ворачова 6-1 6-4                                     | Инес Феррер-Суарес Паула Кристина Гонсалвес   |
| 24 июня     | Балш, Румыния $10,000 — Грунт Турнир 2013                                            | Лаура-Йоана Андрей 6-7(3) 7-6(4) 7-6(3)                                     | Анастасия Вдовенко                            |
| 24 июня     | Балш, Румыния $10,000 — Грунт Турнир 2013                                            | Жаклин Адина Кристьян Ралука Елена Платон 7-6(4) 6-4                        | Оана Джорджета Симон Габриэла Талабэ          |
| 24 июня     | Бангкок, Таиланд $10,000 — Хард Турнир 2013                                          | Пеангтарн Плипыч 6-0 6-1                                                    | Нунгнадда Ваннасук                            |
| 24 июня     | Бангкок, Таиланд $10,000 — Хард Турнир 2013                                          | Аю-Фани Дамаянти Лавиния Тананта 1-6 6-4 [10-6]                             | Сихо Акито Акари Иноуэ                        |
| 24 июня     | Бреда, Нидерланды $10,000 — Грунт Турнир 2013                                        | Бернарда Пера 6-4 4-6 6-0                                                   | Изабелла Шиникова                             |
| 24 июня     | Бреда, Нидерланды $10,000 — Грунт Турнир 2013                                        | Мария Фернанда Эрасо Гонсалес Мария Паулина Перес-Гарсия 1-6 7-6(2) [12-10] | Эльке Лемменс Светлана Пироженко              |
| 24 июня     | Кимчхон, Южная Корея $10,000 — Хард Турнир 2013                                      | Чжао Ди 4-6 6-2 6-3                                                         | Чжан Лин                                      |
| 24 июня     | Кимчхон, Южная Корея $10,000 — Хард Турнир 2013                                      | Хан На Рэ Ю Ми 6-3 6-3                                                      | Ким Юн Хе Ю Чин                               |
| 24 июня     | Мелилья, Испания $10,000 — Хард Турнир 2013                                          | Клотильда де Бернарди 7-5 6-4                                               | Лусия Сервера-Васкес                          |
| 24 июня     | Мелилья, Испания $10,000 — Хард Турнир 2013                                          | Лусия Сервера-Васкес Пилар Домингес-Лопес 6-3 6-4                           | Ванда Лукач Маяр Шериф                        |
| 24 июня     | Нью-Дели, Индия $10,000 — Хард Турнир 2013                                           | Анкита Райна 6-3 6-2                                                        | Ити Махета                                    |
| 24 июня     | Нью-Дели, Индия $10,000 — Хард Турнир 2013                                           | Рушика Синкара Наоми Тотка 6-4 4-6 [13-11]                                  | Наташа Палха Прартхана Тхомбаре               |
| 24 июня     | Прокупле, Сербия $10,000 — Грунт Турнир 2013                                         | Марина Качар 6-4 6-3                                                        | Эма Микульчич                                 |
| 24 июня     | Прокупле, Сербия $10,000 — Грунт Турнир 2013                                         | Виктория Раичич Виктория Томова 6-2 7-5                                     | Эма Микульчич Деяна Раицкович                 |
| 24 июня     | Рим, Италия $10,000 — Грунт Турнир 2013                                              | Мартина Карегаро 6-2 6-3                                                    | Жасмин Паолини                                |
| 24 июня     | Рим, Италия $10,000 — Грунт Турнир 2013                                              | Мартина ди Джузеппе Бьянка Хинку 6-1 6-3                                    | Клаудиа Джовине Жасмин Паолини                |
| 24 июня     | Стамбул, Турция $10,000 — Хард Турнир 2013                                           | Мияби Иноуэ 6-3 6-4                                                         | Агни Стефану                                  |
| 24 июня     | Стамбул, Турция $10,000 — Хард Турнир 2013                                           | Мана Аюкава Томоко Докэй 6-4 7-6(6)                                         | Николь Хойнаски Эбби Майерс                   |
| 24 июня     | Шарм-эш-Шейх, Египет $10,000 — Хард Турнир 2013                                      | Деспина Вогасари 6-4 6-4                                                    | Мадри ле Ру                                   |
| 24 июня     | Шарм-эш-Шейх, Египет $10,000 — Хард Турнир 2013                                      | Май Эль Камаш Мадри ле Ру 6-2 2-6 [10-1]                                    | Полина Монова Юлия Валетова                   |
| 24 июня     | Шымкент, Казахстан $10,000 — Грунт Турнир 2013                                       | Маргарита Лазарева 5-7 6-4 6-2                                              | Дарья Лодикова                                |
| 24 июня     | Шымкент, Казахстан $10,000 — Грунт Турнир 2013                                       | Вероника Кудерметова Маргарита Лазарева 6-4 6-2                             | Екатерина Губанова Дарья Лодикова             |
| 24 июня     | Злин, Чехия $25,000 — Грунт Турнир 2013                                              | Мелани Клаффнер 6-3 6-2                                                     | Кристина Кучова                               |
| 24 июня     | Злин, Чехия $25,000 — Грунт Турнир 2013                                              | Мартина Борецкая Тереза Смиткова 6-1 5-7 [10-8]                             | Паула Каня Катажина Питер                     |
| 24 июня     | Кристинехамн, Швеция $25,000 — Грунт Турнир 2013                                     | Данка Ковинич 6-1 7-5                                                       | Ясмина Тинич                                  |
| 24 июня     | Кристинехамн, Швеция $25,000 — Грунт Турнир 2013                                     | Анна Данилина Ольга Дорошина 7-5 6-3                                        | Джулия Коэн Ализе Лим                         |
| 24 июня     | Перигё, Франция $25,000 — Грунт Турнир 2013                                          | Тельяна Перейра 6-1 6-4                                                     | Даниэла Сегель                                |
| 24 июня     | Перигё, Франция $25,000 — Грунт Турнир 2013                                          | Михаэла Гончова Лора Торп 7-6(3) 6-1                                        | Анна Каталина Альзате Эсмурзаева Дия Евтимова |
| 24 июня     | Файхинген-на-Энце, Германия $25,000 — Грунт Турнир 2013                              | Лаура Зигемунд 6-3 3-6 7-6(4)                                               | Виктория Голубич                              |
| 24 июня     | Файхинген-на-Энце, Германия $25,000 — Грунт Турнир 2013                              | Кристина Барруа Лаура Зигемунд 7-6(1) 6-4                                   | Штефани Фогт Сандра Заневская                 |
| 24 июня     | Хучжу, Китай $25,000 — Грунт Турнир 2013                                             | Барбара Бонич 6-2 6-4                                                       | Чжань Цзиньвэй                                |
| 24 июня     | Хучжу, Китай $25,000 — Грунт Турнир 2013                                             | Чжань Цзиньвэй Сунь Шэннань 6-4 6-3                                         | Лю Чан Чжоу Имяо                              |